# Persone di nome Andrea/Cestisti
| Questa pagina contiene informazioni ricavate automaticamente dalle voci biografiche con l'ausilio del template Bio e di un bot. L'aggiornamento è periodico e automatico e ricostruisce completamente la pagina. Se manca una persona in questa lista, sei pregato di non aggiungerla, ma accertati piuttosto che la sua voce biografica contenga il template Bio e che i dati anagrafici siano correttamente compilati. Se il template Bio manca, inseriscilo tu stesso o, in alternativa, metti l'avviso {{tmp\|Bio}} che ne segnala la mancanza. Se i dati riportati sono sbagliati, correggi direttamente la voce biografica; le modifiche saranno visibili in questa lista entro pochi giorni. Per chiarimenti vedi il progetto biografie. La lista contiene solo le 71 persone che sono citate nell'enciclopedia e per le quali è stato implementato correttamente il template Bio. Pagina aggiornata al 18 mar 2024. |

Questa è una lista di persone presenti nell'enciclopedia che hanno il prenome Andrea e sono cestisti.

## A(3)
- Andrea Alomo, ex cestista argentina (Buenos Aires, n. 1969)
- Andrea Amato, cestista italiano (Milano, n. 1994)
- Andrea Ancellotti, cestista italiano (Correggio, n. 1988)

## B(9)
- Andrea Bargnani, ex cestista italiano (Roma, n. 1985)
- Andrea Bartolucci, ex cestista italiano (Pesaro, n. 1985)
- Andrea Bassani, cestista italiano (Lecco, n. 1989)
- Andrea Belanská, ex cestista slovacca (Levice, n. 1973)
- Andrea Blackwell, ex cestista canadese (Calgary, n. 1962)
- Andrea Blasi, cestista italiano (Trieste, n. 1965 - Bologna, † 2002)
- Andrea Boeykens, ex cestista argentina (Amburgo, n. 1978)
- Andrea Boquete, cestista argentina (Mendoza, n. 1990)
- Andrea Brabencová, ex cestista ceca (Brno, n. 1974)

## C(10)
- Andrea Camata, ex cestista italiano (San Donà di Piave, n. 1973)
- Andrea Casella, cestista italiano (Pisa, n. 1990)
- Andrea Cessel, ex cestista italiano (San Vito al Tagliamento, n. 1969)
- Andrea Kuklová, ex cestista slovacca (Poprad, n. 1971)
- Andrea Cinciarini, cestista italiano (Cattolica, n. 1986)
- Andrea Congreaves, ex cestista britannica (Epsom, n. 1970)
- Andrea Constand, ex cestista canadese (Toronto, n. 1973)
- Andrea Conti, ex cestista e dirigente sportivo italiano (Rho, n. 1974)
- Andrea Coronica, ex cestista italiano (Trieste, n. 1993)
- Andrea Csávás, ex cestista ungherese (Budapest, n. 1966)

## D(3)
- Andrea Dallamora, ex cestista italiano (Cervia, n. 1970)
- Andrea De Nicolao, cestista italiano (Camposampiero, n. 1991)
- Andrea Donda, cestista italiano (Trieste, n. 1999)

## F(1)
- Andrea Forti, ex cestista e procuratore sportivo italiano (Venezia, n. 1962)

## G(9)
- Andrea Galé, ex cestista argentina (Buenos Aires, n. 1973)
- Andrea Gardner, ex cestista statunitense (Washington, n. 1979)
- Andrea Garner, ex cestista statunitense (Filadelfia, n. 1979)
- Andrea Ghiacci, ex cestista italiano (Bologna, n. 1981)
- Andrea Giampaoli, cestista italiano (Pesaro, n. 1990)
- Andrea Gianolla, ex cestista italiano (Castelfranco Veneto, n. 1965)
- Andrea Gjinaj, ex cestista e allenatore di pallacanestro albanese (Tirana, n. 1986)
- Andrea Gotzmann, ex cestista tedesca (Haan, n. 1957)
- Andrea Gracis, ex cestista e dirigente sportivo italiano (Treviso, n. 1960)

## H(2)
- Andrea Harder, ex cestista tedesca (Kassel, n. 1977)
- Andrea Hohl, ex cestista romena (Satu Mare, n. 1975)

## I(2)
- Andrea Iannicelli, cestista italiano (Avellino, n. 1991)
- Andrea Iannilli, ex cestista italiano (Roma, n. 1984)

## K(1)
- Andrea Károlyi, ex cestista ungherese (Budapest, n. 1975)

## L(2)
- Andrea La Torre, cestista italiano (Viterbo, n. 1997)
- Andrea Lloyd, ex cestista statunitense (Moscow, n. 1965)

## M(5)
- Andrea Mabor Dut Biar, cestista sudsudanese (n. 2001)
- Andrea Marusic, cestista italiano (Busto Arsizio, n. 1989)
- Andrea Meneghin, ex cestista, allenatore di pallacanestro e commentatore televisivo italiano (Varese, n. 1974)
- Andrea Mezzanotte, cestista italiano (Almenno San Bartolomeo, n. 1998)
- Andrea Michelori, ex cestista italiano (Milano, n. 1978)

## N(2)
- Andrea Nagy, ex cestista ungherese (Budapest, n. 1971)
- Andrea Negri, cestista italiano (Lecco, n. 1988)

## P(4)
- Andrea Pecchia, cestista italiano (Segrate, n. 1997)
- Andrea Picarelli, cestista italiano (Milano, n. 1996)
- Andrea Pilotti, cestista italiano (Monza, n. 1980)
- Lynn Pride, ex cestista statunitense (Vero Beach, n. 1978)

## Q(1)
- Andrea Quarisa, cestista italiano (Venezia, n. 1992)

## R(5)
- Andrea Raschi, cestista sammarinese (San Marino, n. 1979)
- Andrea Reiter, ex cestista tedesca (Essen, n. 1960)
- Andrea Renzi, cestista italiano (Genova, n. 1989)
- Andrea Riley, ex cestista statunitense (Dallas, n. 1988)
- Andrea Rovatti, cestista italiano (Montecchio Emilia, n. 1996)

## S(5)
- Andrea Saccaggi, cestista italiano (Massa, n. 1989)
- Andrea Samsonová, ex cestista ceca (Bruntál, n. 1974)
- Andrea Sepsei, ex cestista ungherese (Budapest, n. 1962)
- Andrea Slošiarová, ex cestista slovacca (Žilina, n. 1972)
- Andrea Stinson, ex cestista statunitense (Cornelius, n. 1967)

## T(4)
- Andrea Tarkovács, ex cestista ungherese (Budapest, n. 1958)
- Andrea Tassinari, cestista italiano (Bentivoglio, n. 1996)
- Andrea Toso, ex cestista italiano
- Andrea Traini, cestista italiano (Loreto, n. 1992)

## V(2)
- Andrea Valentini, ex cestista e allenatore di pallacanestro italiano (Teramo, n. 1971)
- Andrea Vilaró, cestista spagnola (Barcellona, n. 1993)

## Z(1)
- Andrea Zerini, cestista italiano (Firenze, n. 1988)